# Botanophila dissecta
Botanophila dissecta este o specie de muște din genul Botanophila, familia Anthomyiidae. A fost descrisă pentru prima dată de Johann Wilhelm Meigen în anul 1826. Conform Catalogue of Life specia Botanophila dissecta nu are subspecii cunoscute.